# David Neville (Leichtathlet)

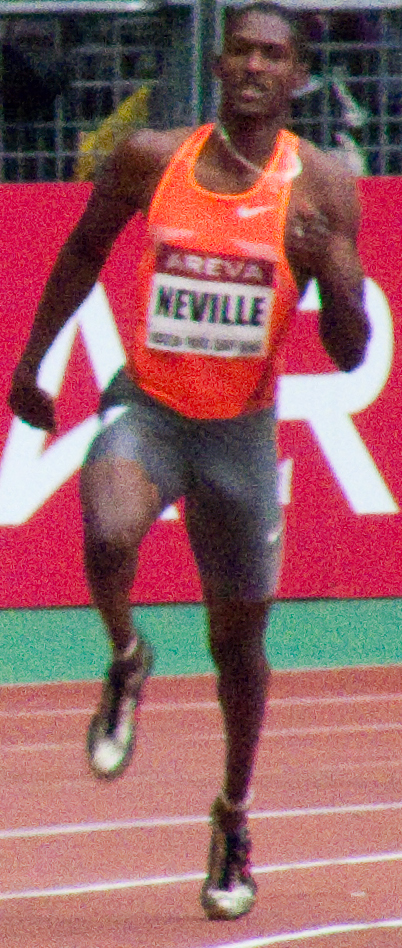
David Neville

David Neville (* 1. Juni 1984 in Merrillville, Indiana) ist ein ehemaliger US-amerikanischer 400-Meter-Läufer.
Neville gewann 2007 bei den Panamerikanischen Spielen in Rio de Janeiro die Silbermedaille mit der 4-mal-400-Meter-Staffel.
Neville wurde 2008 US-Hallenmeister. Bei den Hallenweltmeisterschaften 2008 in Valencia erreichte er das Halbfinale. In der Freiluftsaison stellte er bei den Olympiaausscheidungen in Eugene mit 44,61 Sekunden eine neue persönliche Bestleistung auf und qualifizierte sich als Dritter für die Olympischen Spiele.
Bei den Olympischen Spielen 2008 in Peking erlief er sich mit einer Zeit von 44,80 Sekunden die Bronzemedaille. Mit der 4-mal-400-Meter-Staffel in der Besetzung LaShawn Merritt, Neville, Angelo Taylor und Jeremy Wariner stellte er in 2:55,39 Minuten einen neuen olympischen Rekord auf und gewann die Goldmedaille.
Bei einer Körpergröße von 1,93 m betrug sein Wettkampfgewicht 74 kg.